# المرن الأعلى

موقع اقليم المَرن العليا

المَرْن أو المارِن الأعلى أو (نقحرة: أُوت مارن) (بالفرنسية:Haute-Marne) هو إقليم فرنسي، يقع في شمال شرق فرنسا سمي باسم المَرن العليا نسبة لنهر المَرن.

## تاريخ الإقليم
إقليم المَرن الأغلى هو واحد من الأقاليم الـ 83 التي تشكلت منها فرنسا، أنشئت خلال الثورة الفرنسية يوم 4 مارس 1790، أنشئت من أجزاء من مناطق الشمبان، برغونية، اللورين، إفرنش كُمته السابقة.

## جغرافية الإقليم
إقليم المَرن الأغلى هو جزء من منطقة شمبان-اردين، ويحيط بها كل من الأقاليم التالية: ميوز (بالفرنسية:Meuse)، فوزقز (بالفرنسية:Vosges)، سون العليا (بالفرنسية:Haute-Saône)، كوت دور (بالفرنسية:Côte-d'Or)، أوب (بالفرنسية:Aube)، ومَرن (بالفرنسية:Marne). أما أقرب المدن الكبيرة من الإقليم فهي باريس ونانسي، وستراسبورغ، بزلة، دِجُون.
أعلى قمة في إقليم المَرن الأغلى هو هوت دو ساك في هضبة انجر في الجنوب الغربي للإقليم، والتي ترتفع إلى 516 متر (1693 قدما). وتوجد أدنى نقطة على سهول بيرثويس ودير حيث يبلغ ارتفاعها في 117 م.

## السياحة في الإقليم
يعتبر إقليم المَرن الأغلى من المناطق المحصنة في فرنسا، حيث تحتوي على العديد من الحصون والقلاع مثل حصن أنجر، وقلعة ريناينس، وقرية كولومبي ليس دوكس ايغلس (بالفرنسية:Colombey-les-deux-Églises)، ويعتبر كلا المعلمين من عوامل الجذب الرئيسية للإقليم.

## معرض صور

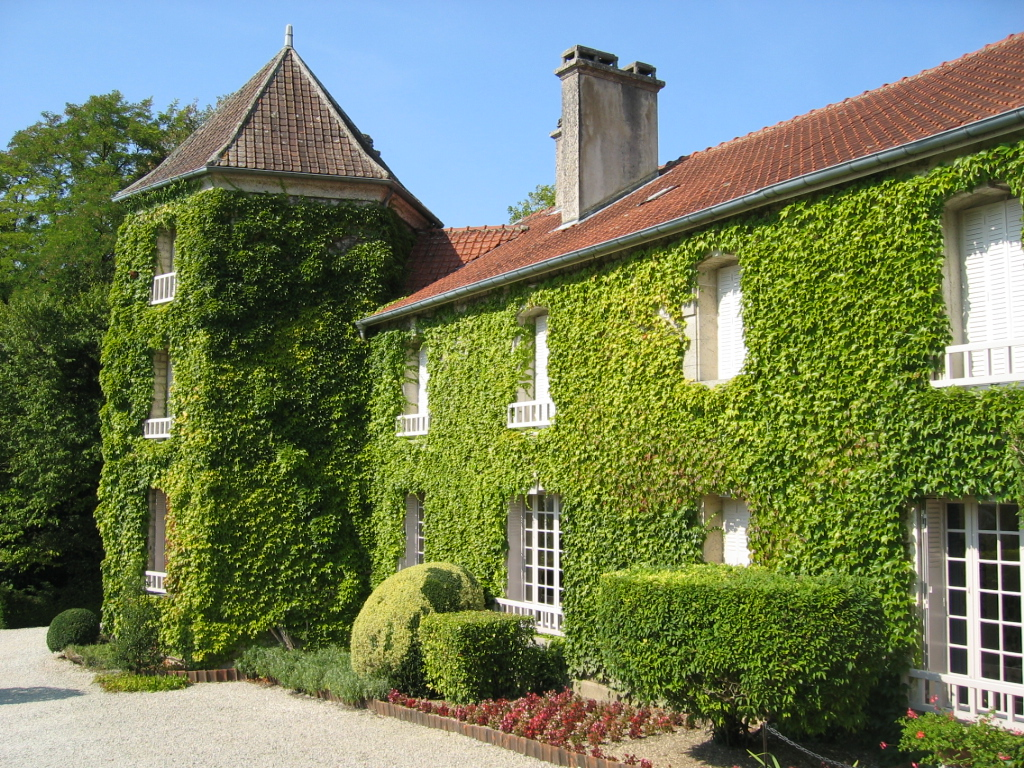
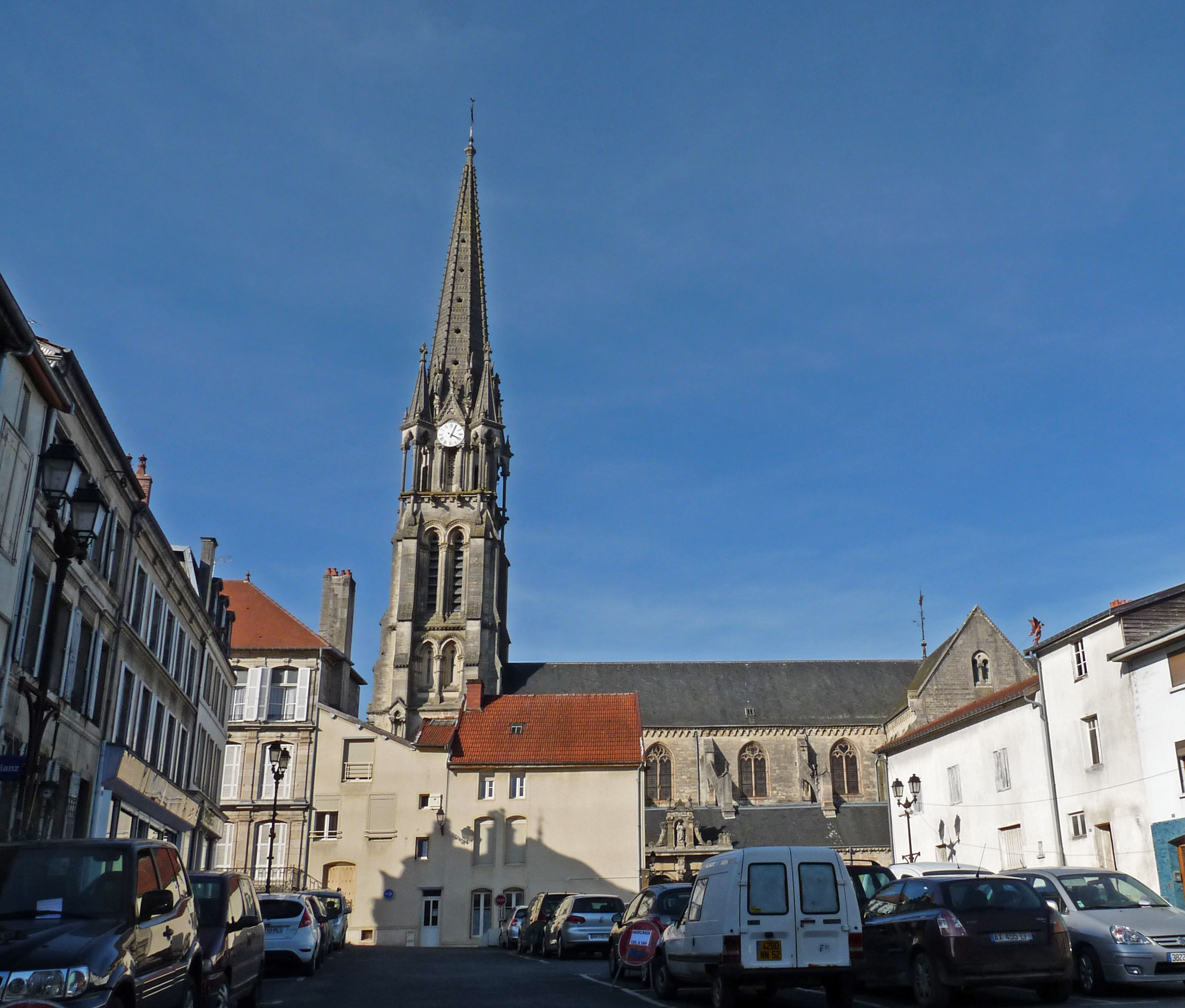
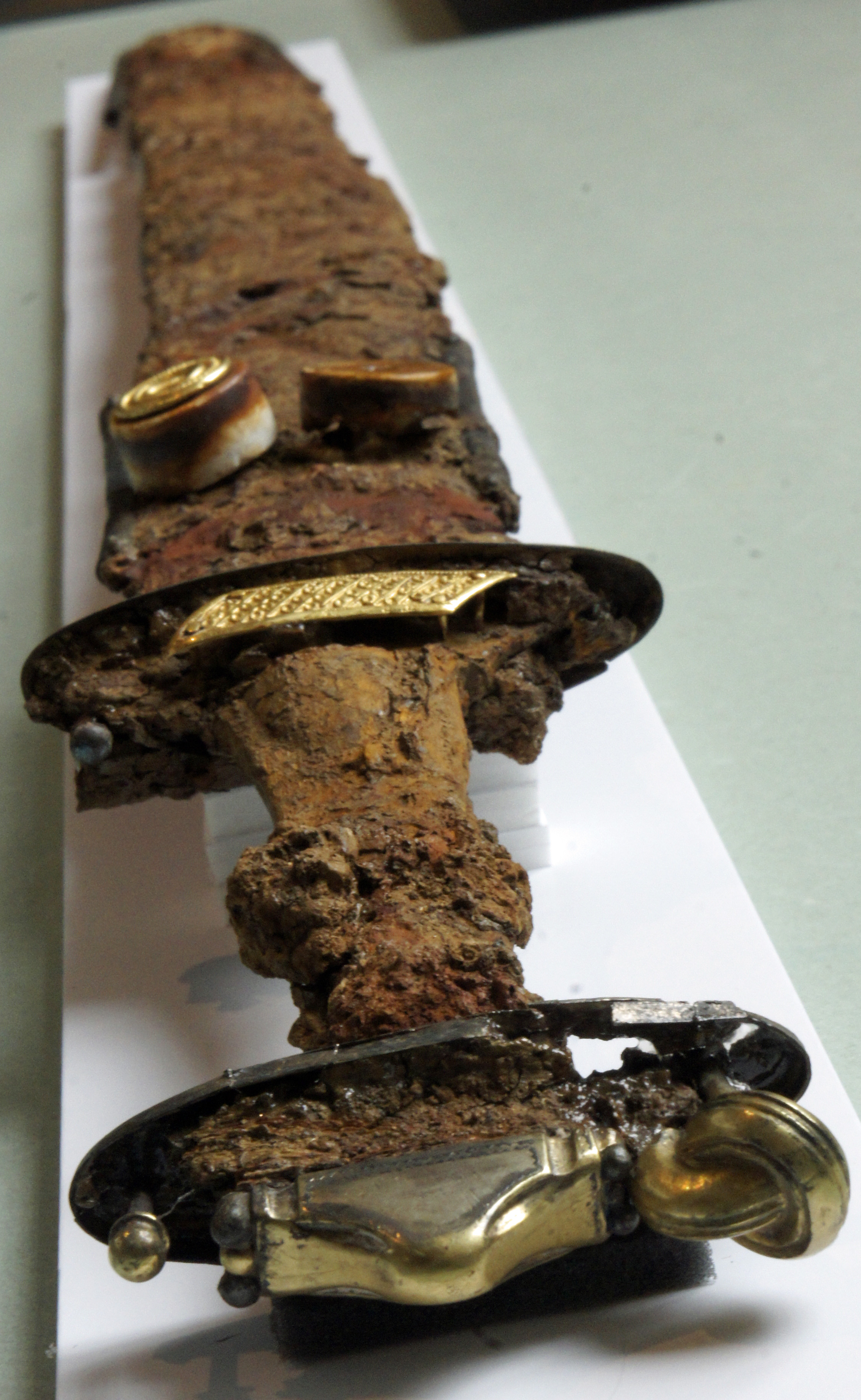
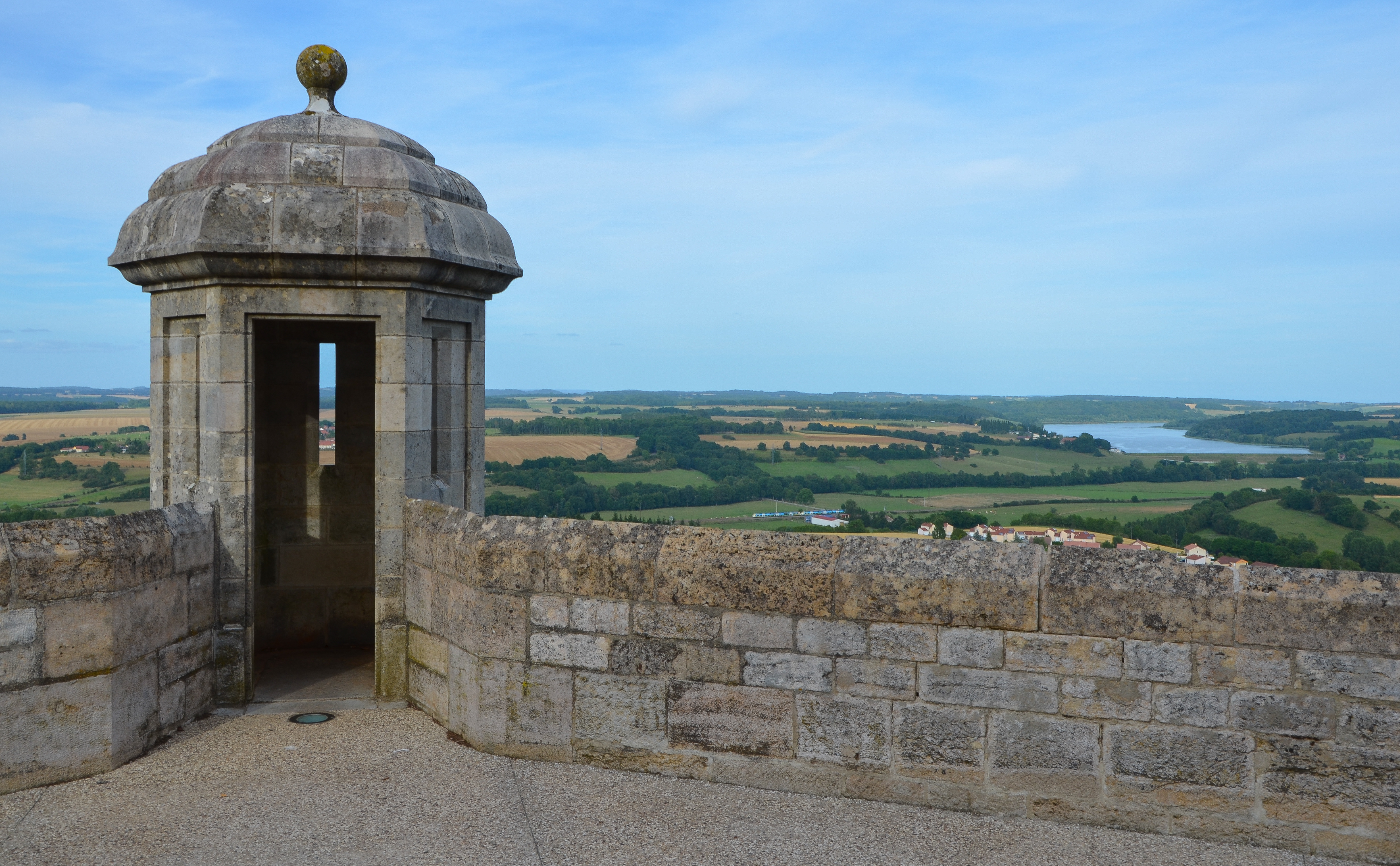
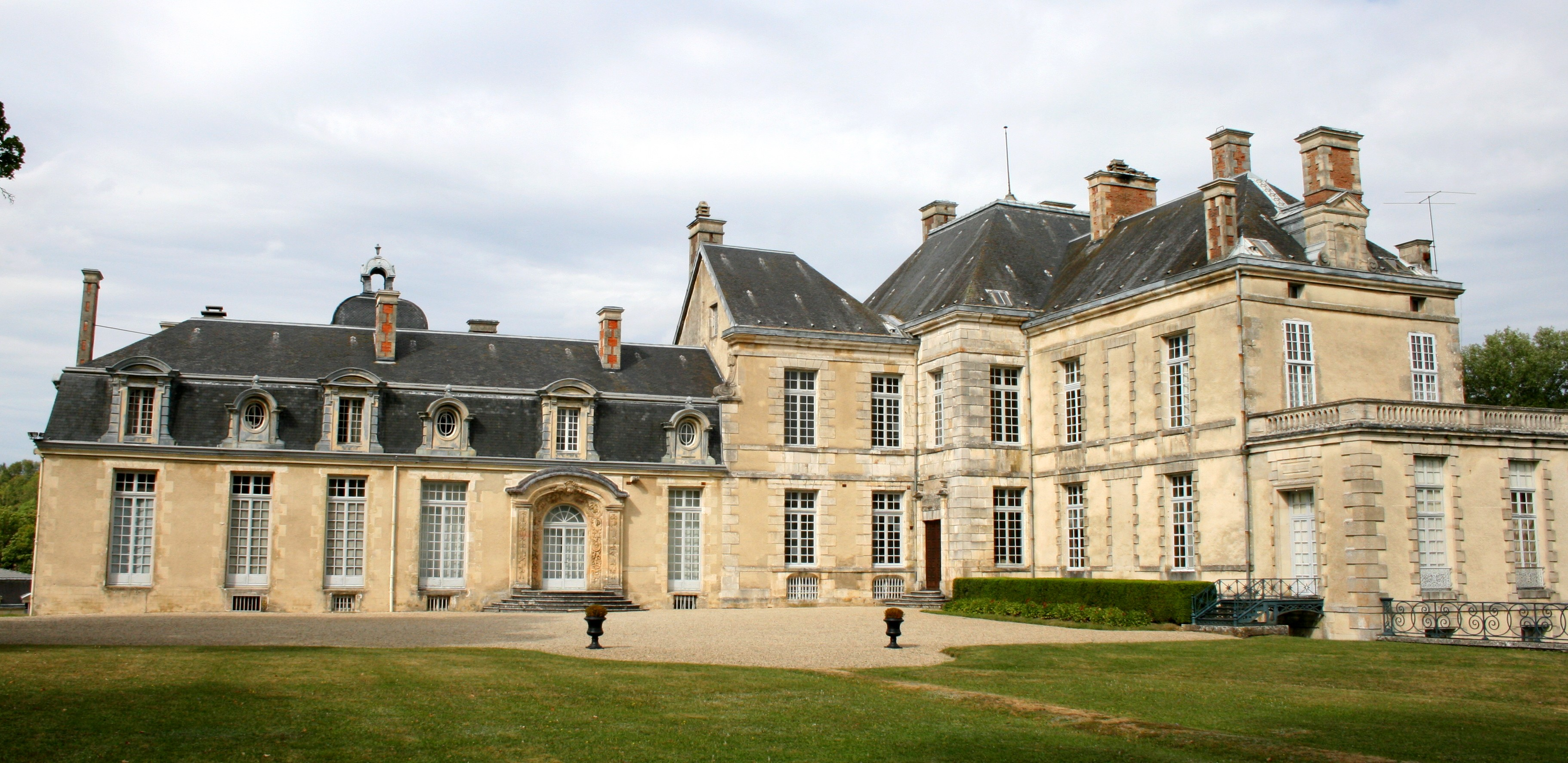

## أعلام
- باول كاميلي فون دينيس